# ISRC
ISRC (International Standard Recording Code) — міжнародний стандартний код запису, що є засобом ідентифікації аудіозаписів і музичних відеозаписів.
Єдиним вповноваженим представником в Україні, що видає ISRC-код, є УМА (Українська музична асоціація) [Архівовано 13 січня 2018 у Wayback Machine.]

## Головна мета
Головна мета ISRC — ідентифікація запису за весь час його існування. Цей код застосовують:
- Виробники записів
- Авторсько-правові організації
- Організації мовлення
- Бібліотеки аудіовізуальної інформації
- Архіви

## Присвоювання ISRC
Присвоюванням ISRC займається національна агенція ISRC. Єдина в Україні ISRC агенція — УМА, що визначена Міжнародною Федерацією Фонографічної індустрії.
Надіславши поштою на адресу УМА заповнену заяву, після її одержання, вам буде присвоєно ISRC. Ця послуга — безкоштовна.
12 символів, що складаються з літер романської абетки і арабських цифр — це і є ISRC код. Розподілення на чотири елементи відбувається в такому порядку:
- код країни
- код реєстранта
- елемент року реєстрації
- код позначення

Міжнародному стандартному коду запису мають передувати літери та чотири елементи ISRC, які відокремлені один від одного дефісом, за умови, якщо Міжнародний стандартний код був написаний, надрукований, або візуально представлений.
ПРИКЛАД: ISRC FR-Z03-97-00212
Код-ідентифікатор: ISRC
Код країни: FR (Франція)
Код реєстранта: Z03 (Mercury France)
Рік реєстрації: 97 (1997)
Код позначення: 00212 (212-й запис Mercury France, якому було присвоєно ISRC в 1997 році)

## Код країни
Коли присвоюється код ISRC відбувається ідентифікація країни, за місцем знаходження головного офісу зареєстрованої компанії.
Код країни — це дві літери, які зазначені в ISO 3166-1.
ПРИКЛАДИ: GB = Велика Британія
DE = Німеччина
UA = Україна

## Код зареєстрованої компанії
Виробник, або наступний суб'єкт права, ідентифікується кодом зареєстрованої компанії в момент присвоєння ISRC.
Частіше ISRC код присвоюють до завершення процесу створення матсер-диску, тому код реєстранта, зазвичай — це відображення виробника оригіналу аудіозапису, або музичного відеозапису. Якщо відбувається відчуження виробником права на запис до моменту присвоєння ISRC, тоді наступний суб'єкт прав вважатиметься реєстрантом щодо ISRC.
Код реєстранта складається з трьох абетково-цифрових символів (від A до Z та від 0 до 9).
ПРИКЛАДИ: А83 = BMG (Han Kook) Music Co. Ltd
8G5 = 77 Productions
28R = Inca Productions
191 = Sony Music Entertainment AG
WP0 = Warner Music Japan Inc.
RIP = Riptide Productions
Коди реєстрантів використовуються виробниками. Ці коди присвоєні національно ISRC агенцією їх країни або регіону.

## Елемент року реєстрації
Рік, в якому було присвоєно ISRC записові — складається з двох знаків. Ці знаки — останні цифри року, коли було присвоєно ISRC. Це визначає реєстрант.
ПРИКЛАДИ:
98 = 1998
01 = 2001

## Код позначення
Кожний запис, або частина запису ідентифікується кодом позначення, що може використовуватись окремо. Це визначає реєстрант. Наприклад — прелік треків, що містить фізичний носій. Код позначення складається з п'яти цифр і його визначає виробник запису, або наступний суб'єкт, зазначений у коді реєстранта.
Цифри для коду позначення не повинні повторюватись протягом одного року і мають бути присвоєні послідовно. Для того, щоб код завжди складався з п'яти цифр, на початку нумерації використовуються нулі, які заповнюють код.
ПРИКЛАДИ:
00476
00477